# Magdalene (album)
Albums de FKA Twigs
M3LL155X (en)
(2015) Caprisongs
(2022)
Singles
1. Cellophane (en)
Sortie : 24 avril 2019
2. Holy Terrain
Sortie : 9 septembre 2019
3. Home with You
Sortie : 7 octobre 2019
4. Sad Day (en)
Sortie : 4 novembre 2019

Magdalene est le deuxième album studio de l'auteure-compositrice-interprète britannique FKA Twigs sorti le 8 novembre 2019. Il est publié par le label indépendant londonien Young Turks.

## Promotion

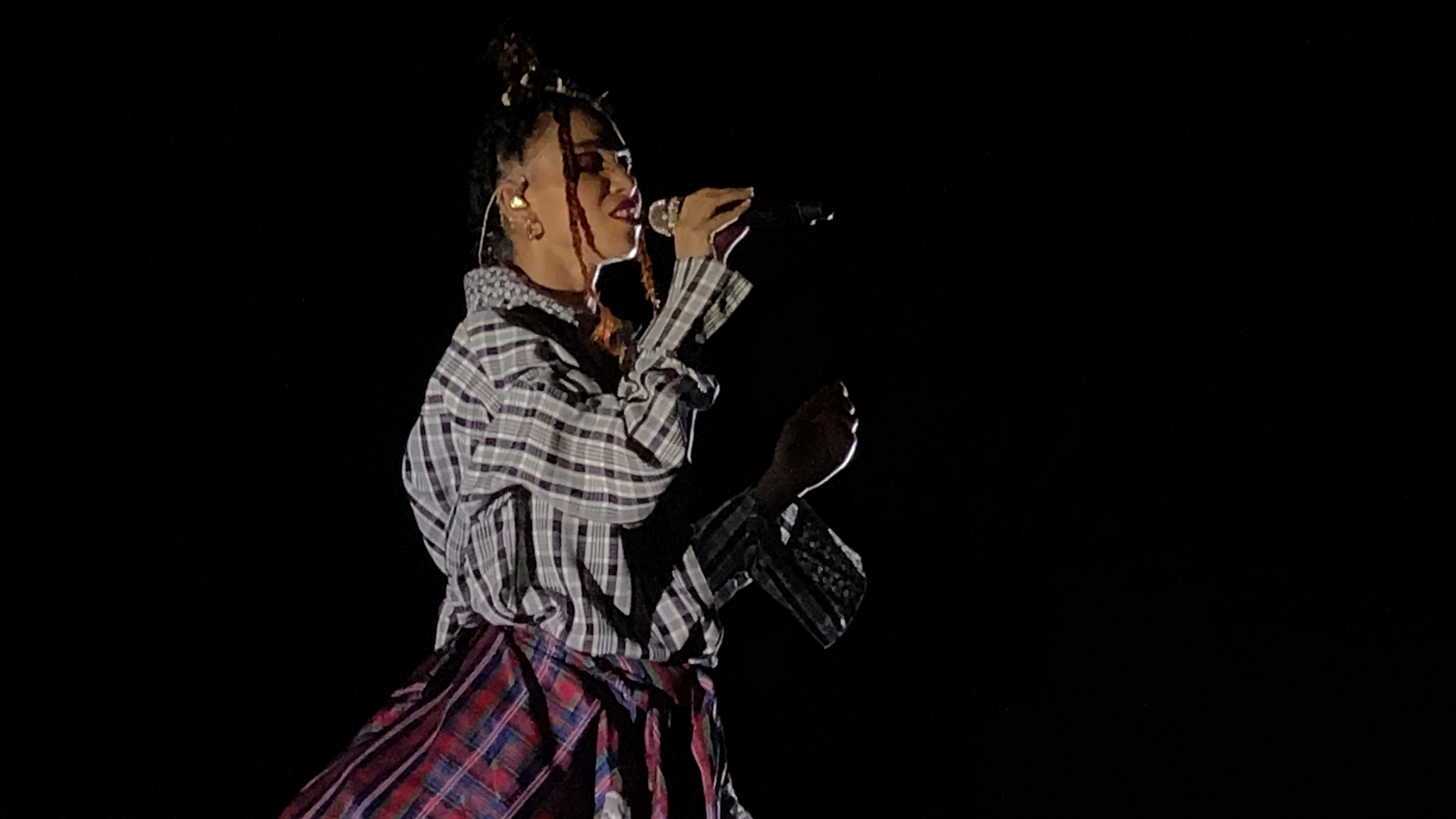
FKA Twigs lors de la tournée de promotion Magdalene Tour, ici à Saint-Paul aux États-Unis en novembre 2019.

### Singles
Le premier single de l'album, Cellophane (en), sort le 24 avril 2019. Son clip vidéo est réalisé par Andrew Thomas Huang (en). Il est nommé au prix du meilleur clip lors de la 62e cérémonie des Grammy Awards mais perd face à Old Town Road de Lil Nas X featuring Billy Ray Cyrus.
Le deuxième single sort le 9 septembre 2019. Il s'agit de la chanson Holy Terrain que la chanteuse interprète avec le rappeur américain Future. Le clip est co-réalisé par FKA Twigs et l'artiste britannique Nick Walker (en). Le single suivant, Home with You, sort le 7 octobre 2019. Le clip vidéo est une nouvelle fois réalisé par la chanteuse. Un quatrième single, Sad Day (en), sort le 4 novembre 2019.

### Tournée
FKA Twigs fait la promotion de son deuxième album studio avec la tournée mondiale Magdalene Tour (en),,.
La chanteuse est aussi à l'affiche de plusieurs festivals, dont le We Love Green qui se déroule au Bois de Vincennes en juin 2019. Dans un article écrit pour le magazine Numéro, Matthieu Jacquet complimente sa prestation et qualifie le spectacle de « conte sensuel et mystique, entremêlant solennité et raffinement ». Samuel Regnard de Rolling Stone le décrit comme « un concert rare, élaboré comme un spectacle théâtral ». Deux mois plus tard, elle se produit sur la scène du Camp Flog Gnaw Carnival (en), un festival américain créé par Tyler, The Creator.

## Liste des pistes
| 1.    | Thousand Eyes               | - FKA Twigs - Nicolas Jaar                                                                                 | Nicolas Jaar                                                                                    | 5:00 |
| 2.    | Home with You               | - FKA Twigs - Ethan P. Flynn                                                                               | - FKA Twigs - Nicolas Jaar - Noah Goldstein                                                     | 3:44 |
| 3.    | Sad Day (en)                | - FKA Twigs - Koreless (en) - Benny Blanco - Cashmere Cat - Nicolas Jaar - Skrillex - Noah Goldstein       | - FKA Twigs - Benny Blanco - Nicolas Jaar - Skrillex - Koreless - Cashmere Cat - Noah Goldstein | 4:15 |
| 4.    | Holy Terrain (feat. Future) | - FKA Twigs - Future - Koreless - Jack Antonoff - Sounwave (en) - Skrillex - Poo Bear (en) - Petar Lyondev | - FKA Twigs - Jack Antonoff - Skrillex - Sounwave - Koreless - Kenny Beats (en)                 | 4:03 |
| 5.    | Mary Magdalene              | - FKA Twigs - Benny Blanco - Nicolas Jaar - Cashmere Cat                                                   | - FKA Twigs - Benny Blanco - Nicolas Jaar - Koreless - Cashmere Cat - Noah Goldstein            | 5:21 |
| 6.    | Fallen Alien                | - FKA Twigs - Ethan P. Flynn - Cy An - Nicolas Jaar - Arthur Timothy Jones - Milton Ray Biggham            | - FKA Twigs - Nicolas Jaar                                                                      | 3:58 |
| 7.    | Mirrored Heart              | - FKA Twigs - Ethan P. Flynn - Cy An - Koreless                                                            | - FKA Twigs - Koreless                                                                          | 4:32 |
| 8.    | Daybed                      | - FKA Twigs - Daniel Lopatin                                                                               | Daniel Lopatin                                                                                  | 4:31 |
| 9.    | Cellophane (en)             | - FKA Twigs - Jeff Kleinman (en) - Michael Uzowuru (en)                                                    | - FKA Twigs - Jeff Kleinman - Michael Uzowuru                                                   | 3:24 |
| 38:48 |                             | |                                                                                                 |      |

## Classements
| Classement (2019)                        | Meilleure position |
| ---------------------------------------- | ------------------ |
| Allemagne (Media Control AG)             | 78                 |
| Australie (ARIA)                         | 22                 |
| Autriche (Ö3 Austria Top 40)             | 56                 |
| Belgique (Flandre Ultratop)              | 23                 |
| Belgique (Wallonie Ultratop)             | 76                 |
| Canada (Canadian Albums)                 | 57                 |
| Écosse (OCC)                             | 28                 |
| Espagne (Promusicae)                     | 39                 |
| États-Unis (Billboard 200)               | 54                 |
| États-Unis (Top Dance/Electronic Albums) | 1                  |
| États-Unis (Independent Albums)          | 4                  |
| États-Unis (Tastemakers)                 | 2                  |
| États-Unis (Alternative Albums)          | 3                  |
| États-Unis (Vinyl Albums)                | 7                  |
| France (SNEP)                            | 113                |
| Irlande (IRMA)                           | 39                 |
| Italie (FIMI)                            | 76                 |
| Lituanie (AGATA)                         | 19                 |
| Nouvelle-Zélande (RIANZ)                 | 27                 |
| Pays-Bas (Mega Album Top 100)            | 55                 |
| Portugal (AFP)                           | 8                  |
| Royaume-Uni (UK Albums Chart)            | 21                 |
| Suisse (Schweizer Hitparade)             | 60                 |